# 1240 en santé et médecine
| Années de la santé et de la médecine : 1237 - 1238 - 1239 - 1240 - 1241 - 1242 - 1243    |
| Décennies de la santé et de la médecine : 1210 - 1220 - 1230 - 1240 - 1250 - 1260 - 1270 |

Cet article présente les faits marquants de l'année 1240 en santé et médecine.

## Événements

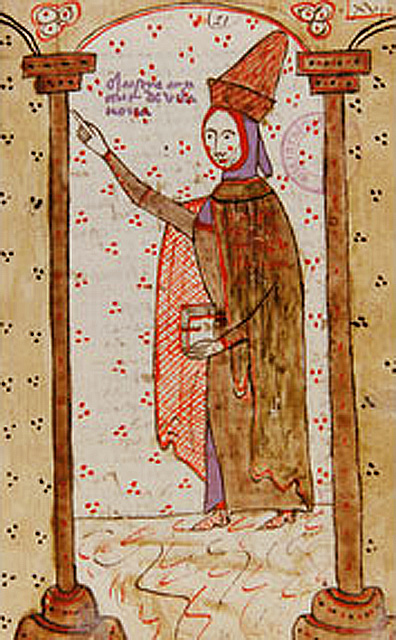
Arnau de Vilanova
Traité d'arpentage de Bertrand Boysset

- Le médecin et chirurgien Thierry de Lucques est au service du cardinal Sinibald Fieschi, qui deviendra pape en 1243 sous le nom d'Innocent IV[1].

- Première mention de l'hôpital déjà ancien de Beaujeu, dans un testament où « messire de Trémont le nomme en lui léguant un « lit garni[2]  » ».
- Destruction d'un hôpital de pèlerins fondé au XIIe siècle, au lieu-dit Saint-Clément, sur les flancs du mont Mars dans les Cévennes[3].
- 1240 (?) : au royaume de Sicile, l'empereur Frédéric II réglemente les officines d'apothicaire, dans une version augmentée de ses constitutions de Melfi, parues en 1231 et que « les historiens considèrent […] comme un document capital pour la pharmacie[4] ».

## Personnalités
- Fl. Henri de Guintonia, chancelier de l'université de médecine de Montpellier[5].
- Fl. Geoffroi Pictavensis, professeur de médecine à l'université de Montpellier[5].
- Fl. Bertrand Remensis, Gautier de Blena et Jean Brito, docteurs en médecine de l'université de Montpellier[5].
- 1240-avant 1294 : fl. Cardinalis, professeur  à l'université de Montpellier, auteur de plusieurs ouvrages de médecine, tous inédits[5].

## Naissances
- Abraham Aboulafia (mort en 1291), médecin, kabbaliste et mystique juif, spécialiste de Maïmonide.
- Entre 1238 et 1240 : Arnaud de Villeneuve (mort en 1311), médecin, alchimiste, théologien et astrologue catalan[6].
- Vers 1240 : Grégoire Chioniadès (mort vers 1320), astronome, physicien et médecin byzantin, évêque de Tabriz, en Iran[7].

## Décès
- Ibn Abi al-Bayan (né en 1161), médecin juif du Caire, auteur de l'Al-Dustur al-bimaristani (« Formulaire des hôpitaux »), important traité de pharmacie hospitalière qui comprend plus de six cents recettes applicables au traitement de deux cent trente maladies[8].
- Après 1240 : Théodore d'Antioche (né à une date inconnue), philosophe et savant jacobite, médecin de l'empereur Frédéric II[9].